# Reichsstraße 389
Die Reichsstraße 389 (R 389) war bis 1945 eine Reichsstraße des Deutschen Reichs, die teilweise im früheren Ostpreußen (nunmehr Woiwodschaft Ermland-Masuren), teilweise auf 1939 annektiertem polnischem Gebiet (Woiwodschaft Masowien) verlief. Die Straße begann in der heute als Olsztynek bezeichneten Stadt, die damals den  Namen Hohenstein trug, wo sie von der damaligen Reichsstraße 130 abzweigte, und verlief in südlicher Richtung über Nidzica (Neidenburg) nach Mława (ab 1941 als Mielau bezeichnet), wo sie auf die damalige Reichsstraße 382 traf. Heute bildet die Straße einen Teil der noch nicht vollständig ausgebauten  Droga ekspresowa S7.
Die Gesamtlänge der früheren Reichsstraße betrug rund 60 Kilometer.